# Cycling Golden Jersey
El Cycling Golden Jersey va ser una cursa ciclista professional per etapes que es disputava a Qatar al mes de desembre. Només es disputà l'edició del 2008, formant part de l'UCI Àsia Tour amb categoria 2.2.

## Palmarès
| Any  | Vencedor      | Segon        | Tercer         |
| ---- | ------------- | ------------ | -------------- |
| 2008 | Alexey Lyalko | Sergey Kuzin | Nikolay Ivanov |